# 第一次張俊雄內閣
第一次張俊雄內閣組成於2000年10月6日，是由行政院院長張俊雄所領導的內閣，也是第一個由民主進步黨黨員出任行政院院長的內閣。由於核四風波，使內閣在立法院的施政舉步為艱，直至2002年新一屆立法院就職時以向立法院負責而總辭。

## 成員名單
以下是組閣時內閣成員名單
- 行政院院長：張俊雄（ 民主進步黨）
- 行政院副院長：賴英照
- 行政院秘書長：邱義仁（ 民主進步黨）
- 行政院副秘書長：
- 政務委員：蔡清彥、胡錦標、張有惠、陳錦煌、黃榮村、鍾琴
- 內政部部長：張博雅
- 外交部部長：田弘茂
- 國防部部長：伍世文（ 中國國民黨）
- 財政部部長：顏慶章
- 教育部部長：曾志朗
- 法務部部長：陳定南（ 民主進步黨）
- 經濟部部長：林信義
- 交通部部長：葉菊蘭（ 民主進步黨）
- 蒙藏委員會委員長：徐正光
- 僑務委員會委員長：張富美（ 民主進步黨）
- 新聞局局長：鍾琴
- 主計處主計長：林全
- 人事行政局局長：朱武獻
- 衛生署署長：李明亮
- 環保署署長：林俊義（ 民主進步黨）→ 郝龍斌（ 新黨，2001年3月7日接任）
- 大陸委員會主任委員：蔡英文
- 經濟建設委員會主任委員：陳博志
- 國軍退除役官兵輔導委員會主任委員：楊德智（ 中國國民黨）
- 文化建設委員會主任委員：陳郁秀（ 民主進步黨）
- 體育委員會主任委員：許義雄
- 農業委員會主任委員：陳希煌
- 勞工委員會主任委員：陳菊（ 民主進步黨）
- 青年輔導委員會主任委員：林芳玫（ 民主進步黨）
- 研究發展考核委員會主任委員：林嘉誠
- 國家科學委員會主任委員：翁政義
- 原子能委員會主任委員：夏德鈺
- 原住民族委員會主任委員：尤哈尼‧伊斯卡卡夫
- 消費者保護委員會主任委員：賴英照（行政院副院長兼任）
- 公共工程委員會主任委員：林能白
- 中央銀行總裁：彭淮南（ 中國國民黨）
- 國立故宮博物院院長：杜正勝

## 概要
唐飛辭職後，由副閣揆張俊雄於2000年10月接任行政院院長，時民進黨在國會席次佔少數，在聯合內閣解組後開啟了隨後少數政府執政的局面。在唐飛請辭後接任行政院，基本人事上續用唐飛內閣的大部份閣員。

## 內閣變動
- 大法官賴英照出任行政院副院長
- 秘書長邱義仁由國安會秘書長轉任行政院秘書長。
- 財政部長由許嘉棟改為顏慶章。
- 行政院環保署署長林俊義後來在2001年2月8日因希臘籍貨輪阿瑪斯號貨輪油污事件辭職，張俊雄成功邀請新黨立委郝龍斌於3月7日繼任。

## 任內大事紀
- 2001年1月14日，希臘籍貨輪在墾丁外海發生油污外洩事件，史稱阿瑪斯號貨輪油污事件。
- 朝野核四政爭：陳水扁堅持停建核四，強力干涉停止繼續興建核四問題。但當時的國民黨主席連戰正與總統陳水扁會談（媒體稱「扁連會」），會中連戰試圖說服陳水扁續建核四[1]；但扁連會結束一小時後，行政院馬上宣佈停建，導致國民黨籍與親民黨籍立法委員提案罷免總統。[2]2001年1月15日，司法院大法官作出釋字第520號解釋文，要求行政院若欲變更國家重要政策，停止預算執行，則須向立法院報告，並獲立法院決議後始得停止執行。[3]後陳水扁又宣佈續建核四。
- 2001年12月立委選舉，國民黨的席次因親民黨的挑戰而大幅滑落，民進黨成為立法院最大黨，完成黨內所託任務的張俊雄遂於2002年1月末，以新國會組成為由率領內閣總辭，後總統再任命時任總統府秘書長的游錫堃接任。

## 後續追蹤事項
- 關於采玉大勳章：2012年8月19日，聯合新聞網報導，在扁家弊案爆發後，扁案定讞有罪，馬英九政府聲稱將會追回並沒收陳水扁自頒的采玉大勳章。(依照勳章條例第10條，「因犯罪褫奪公權者，應繳還勳章及證書。」)[4]。